# 奥莉加·戈洛杰茨
奥莉加·尤里耶芙娜·戈洛杰茨（俄語：Ольга Юрьевна Голодец，1962年6月1日—），女，莫斯科人，经济科学副博士。自2012年起担任俄罗斯联邦政府副总理，主管社会与人文领域。

## 简历
1962年6月1日出生于莫斯科市。
1984年毕业于莫斯科国立罗蒙诺索夫大学经济系。1984年至1997年在人力资源科学研究所的人力资源中央科学研究实验室，和俄罗斯科学院就业问题研究所从事科研活动。1997年至2008年历任“诺里尔斯克镍业”公司人力和社会政策部门副总经理、社会政策和人事部主任。2001年短暂担任泰梅爾（多爾干-涅涅茨）自治區主管社会问题的副州长。
2008年至2010年担任全俄罗斯跨部门企业主（镍和贵重金属生产）联合会主席、“同意”保险公司董事会主席。2010年至2012年担任莫斯科市政府主管教育和医疗保健的副市长。同时还是莫斯科市议会议员。
她于2012年3月21日被任命为梅德韦杰夫内阁副总理，负责社会问题。

## 政策

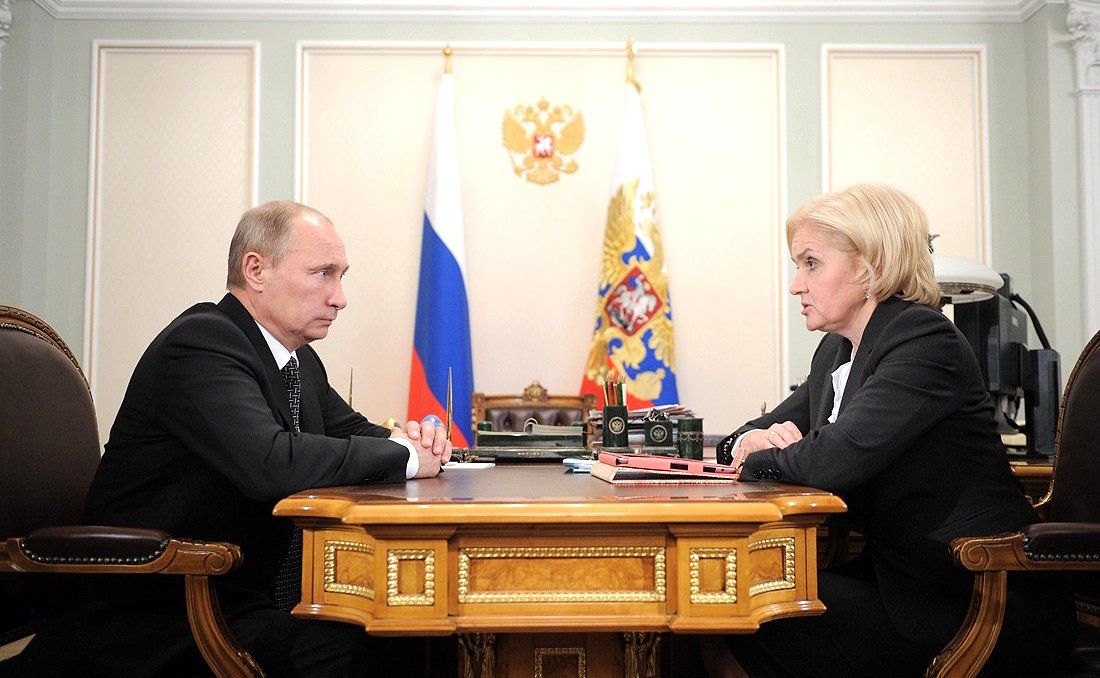
戈洛杰茨与普京的工作会议，2012年

她支持俄罗斯市场体制改革。她将俄罗斯的贫穷归为一种“独一无二”的现象。这种现象表现在——俄罗斯有工作的人依然贫穷。
早在2011年担任莫斯科副市长的时候，她就计划在小学为不懂俄语的移民儿童开设245家免费俄语培训班。在就任副总理后，她在2013年秋促成建立俄语委员会，并担任主席。2016年2月，她宣布在2018年将汉语正式列入俄罗斯中学国家统一考试。此前的外语选考科目为：英语、法语、德语和西班牙语。2019年，第一批中学毕业生首次参加了汉语科目考试。
2018年8月，她提出了将克里米亚变为“文化之都”的计划。俄罗斯顶级美术馆和博物馆的6件珍品将被转移到克里米亚，存放在克里米亚半岛上一座新建的文化中心。路透社的报道指出，这是将克里米亚融入俄罗斯的又一个举措。

## 评价
据俄罗斯新闻社的一篇文章透露，戈洛杰茨与梅德韦杰夫关系密切，并与商人普羅霍羅夫保持经济来往。事实上，是普罗霍罗夫推荐戈洛杰茨担任副总理一职。他们曾在“诺里尔斯克镍业”公司共事，并一直保持合作关系。然而由于戈洛杰茨缺乏从政经验，因此她被视为内阁中的“黑马”。
据《生意人报》报道，同事们将她形容为“毫不留情，强大的领导者......几乎能够管理好任何事情。”
2015年3月，俄罗斯媒体公布“俄罗斯最具影响力的100名女性”排行榜，戈洛杰茨名列第3位。

## 荣誉
- 指挥官级圣查理勋章（摩纳哥，2015年）[19]